# Air Joman (plaats)
Air Joman is een bestuurslaag in het regentschap Asahan van de provincie Noord-Sumatra, Indonesië. Air Joman telt 6026 inwoners (volkstelling 2010).